# Starkillers
Nick Terranova (født 21. december 1977, Los Angeles, Californien) bedre kendt under sit scenenavn Starkillers er en amerikansk DJ og pladeproducer.
Han har optrådt i det meste af USA, samt i Australien, Canada og Kina.

## Diskografi

### Singler på hitlisterne
| År                                                                                | Titel                                      | Højeste hitlisteplacering | Højeste hitlisteplacering | Højeste hitlisteplacering | Højeste hitlisteplacering | Højeste hitlisteplacering | Højeste hitlisteplacering | Højeste hitlisteplacering | Højeste hitlisteplacering | Højeste hitlisteplacering | Højeste hitlisteplacering | Højeste hitlisteplacering | Højeste hitlisteplacering | Album                  |
| År                                                                                | Titel                                      | AUS                       | AUT                       | BEL (Vl)                  | BEL (Wa)                  | FIN                       | FRA                       | GER                       | IRL                       | NLD                       | SWE                       | SWI                       | US                        | Album                  |
| --------------------------------------------------------------------------------- | ------------------------------------------ | ------------------------- | ------------------------- | ------------------------- | ------------------------- | ------------------------- | ------------------------- | ------------------------- | ------------------------- | ------------------------- | ------------------------- | ------------------------- | ------------------------- | ---------------------- |
| 2006                                                                              | "Discoteka"                                | —                         | —                         | —                         | —                         | —                         | —                         | —                         | —                         | 54                        | —                         | —                         | 30                        | Ikke udgivet på albums |
| 2007                                                                              | "Scream"                                   | —                         | —                         | —                         | —                         | 8                         | —                         | —                         | —                         | —                         | —                         | —                         | —                         | Ikke udgivet på albums |
| 2011                                                                              | "Pressure" (with Alex Kenji and Nadia Ali) | —                         | —                         | 37[A]                     | 16[B]                     | —                         | —                         | —                         | —                         | 98                        | —                         | —                         | —                         | Ikke udgivet på albums |
| 2013                                                                              | "Ride"                                     | —                         | —                         | 16[C]                     | —                         | —                         | —                         | —                         | —                         | —                         | —                         | —                         | —                         | Ikke udgivet på albums |
| "—" denotes a recording that did not chart or was not released in that territory. |                                            |                           |                           |                           |                           |                           |                           |                           |                           |                           |                           |                           |                           |                        |

### Singler
- 2009 : Able & Uneasy (The Real / Unreal Mix) [Terratraxx Recordings]
- 2009 : All The Way (with Austin Leeds) [Ultra]
- 2009 : Music Around The World (with Austin Leeds featuring Teacha)[16] [Ultra]
- 2009 : Get Up (Everybody) (with Disco Dollies) [Nervous Records]
- 2010 : Bitch Ass Trick [Nervous Records]
- 2010 : Cantina [Spinnin Records]
- 2010 : Fuck Shit Up (with Monojack) [Nervous Records]
- 2010 : Insomnia (with Pimp Rockers, Marco Machiavelli, Tom Hangs) [Spinnin Records]
- 2010 : Nervous Tools EP [Nervous Records]
- 2010 : Harem (with Alex Sayz) [Nervous Records]
- 2010 : Big Disco (with Dmitry KO) [Spinnin Records]
- 2011 : Odessa (Bigroom Mix) [DOORN (Spinnin)]
- 2011 : Choose A Name (with Matan Caspi, Eddy Good) [Spinnin Records]
- 2011 : Pressure (with Alex Kenji & Nadia Ali) [Spinnin Records]
- 2011 : Bottle Pop (with David Solano, Dmitry KO) [Spinnin Records]
- 2011 : Beat The Bass (with Dmitry KO) [Sneakerz]
- 2011 : Unbelievable (with Dmitry KO) [Spinnin Records]
- 2011 : Do U Love (with Dmitry KO) [Hysteria]
- 2011 : Take Over [Spinnin Records]
- 2011 : Keep It Coming (with Nadia Ali) [Spinnin Records]
- 2012 : Don't Hold Back (with Dmitry KO) [Spinnin Records]
- 2012 : Light It Up (with Dmitry KO) [Diffused Music]
- 2012 : Keep Pushing (with Dmitry KO and Richard Beynon) [Spinnin Records]
- 2012 : Shut It Down feat. Natalie Peris [Azuli Records]
- 2012 : What Does Tomorrow Bring (with Natalie Peris, Richard Beynon) [Next Plateau]
- 2012 : Xception (with DJ BL3ND) [Spinnin Records]
- 2013 : Let The Love (with Dmitry KO and Amba Shepherd) [Spinnin Records]
- 2013 : Rampage (with Kai, Richard Beynon) [Spinnin Records]
- 2013 : Ride [DOORN (Spinnin)]
- 2013 : Game Over (with Inpetto) [Spinnin Records]
- 2014 : Total Destruction (with Tony Junior) [Dim Mak Records]
- 2014 : Sweet Surrender [Ultra]
- 2014 : Silence [Brawla Records]
- 2014 : Bang Ya Head [Big & Dirty (Be Yourself Music)]
- 2014 : Where U At (with Dmitry KO) [Brawla Records]
- 2015 : Sriracha (with Dmitry KO) [Size Records]
- 2015 : Just the Tip [Brawla Records]

### Remix
- 2009 : Pimp Rockers - Keep On Rockin (Starkillers & Austin Leeds Remix) [Terratraxx]
- 2009 : Nadia Ali - Love Story (Starkillers Remix) [Direxion Entertainment]
- 2009 : Kuffdam - Burning Up (Starkiller & Austin Leeds Remix) [VANDIT]
- 2009 : Robbie Rivera, Fuzzy Hair - The Cat (Austin Leeds & Starkillers Remix) [Sound Division]
- 2009 : DJ Rap - Give It All Away (Starkillers Remix) [MoS (America)]
- 2009 : Shiny Toy Guns - Rocketship (Starkillers Dub) [Ultra]
- 2009 : Myah Marie - Chemistry [Nervous Records]
- 2009 : Armand van Helden - The Funk Phenomena (Starkillers Mix) [Henry Street Music]
- 2010 : DJ Rap - Drummin' n Bassin' (Starkillers vs. Austin Leeds Remix) [Impropa Talent]
- 2010 : Tune Brothers - I Like It 2010 (Starkillers Remix) [Housesesions]
- 2010 : Nadia Ali - Fantasy (Starkillers Remix) [Smile In Bed]
- 2010 : Dmitry KO - I Want You Back (Starkillers Remix) [Masv]
- 2010 : Dootage - Cash Money (Starkillers Remix) [Combo Entertainment]
- 2010 : Mr. Sam, Andy Duguid - Invincible (Starkillers Remix) [Black Hole]
- 2011 : Memento, Ken Spector - Enjoy The Silence feat. Ken Spector (Starkillers Remix) [Big & Dirty]
- 2011 : Jerome Isma-Ae, Daniel Portman, Max'C - Flashing Lights feat. Max'C (Starkillers Remix) [Big & Dirty]
- 2011 : Melleefresh, Dirty 30 - Beautiful, Rich & Horny (Starkillers Butterfly Terrace Vocal Mix) [Play Digital]
- 2011 : Richard Beynon - Close To You (Starkillers Butterfly Terrace Mix) [Perfecto]
- 2012 : Stafford Brothers - Falling (Starkillers Remix) [Astrx]
- 2012 : Melleefresh, Deadmau5 - Hey Baby (Starkillers & Dmitry KO Club Mix) [Play Digital]
- 2012 : Serge Devant - True Faith (Starkillers Remix) [Ultra]
- 2012 : Steven Ray - Unexpected (Starkillers Remix) [Housesession]
- 2012 : David Solano, Brass Knuckles - Closure (Starkillers & Dmitry KO Mix) [Juicy Music]
- 2012 : Pascal & Pearce, Juliet Harding - Disco Sun (Starkillers Remix) [Spinnin]
- 2012 : Loleatta Holloway - Love Sensation (Starkillers & Dmitry KO Remix) [Ultra]
- 2012 : Olav Basoski - The Rain (Starkillers Remix) [Spinnin Records]
- 2012 : Lisa Millett, Juan Kidd, Felix Baumgartner - Now You're Gone (Starkillers & Dmitry KO Remix) []
- 2013 : Pitbull, David Rush, Mr. 305 - All Night (Starkillers Remix) [Ultra]
- 2013 : Nick Skitz, Akon - Natural Born Hustla (Starkillers Remix) [LNG Music]
- 2013 : Armin van Buuren, NERVO, Laura V. - Turn This Love Around (Starkillers Remix) [Armada]
- 2014 : Akon, Just Ivy - Paradise (Extended Starkillers Club Mix) [Black Pearl Records]
- 2014 : Fagault & Marina, Mandy Jiroux - Tonight (Starkillers Remix) [Peace Bisquit]
- 2015 : BEATON3, Tight Lexor - Olympus (Starkillers Edit) [Brawla Records]